# نظام الإعطاء الفموي مضبوط التحرر بالتناضح

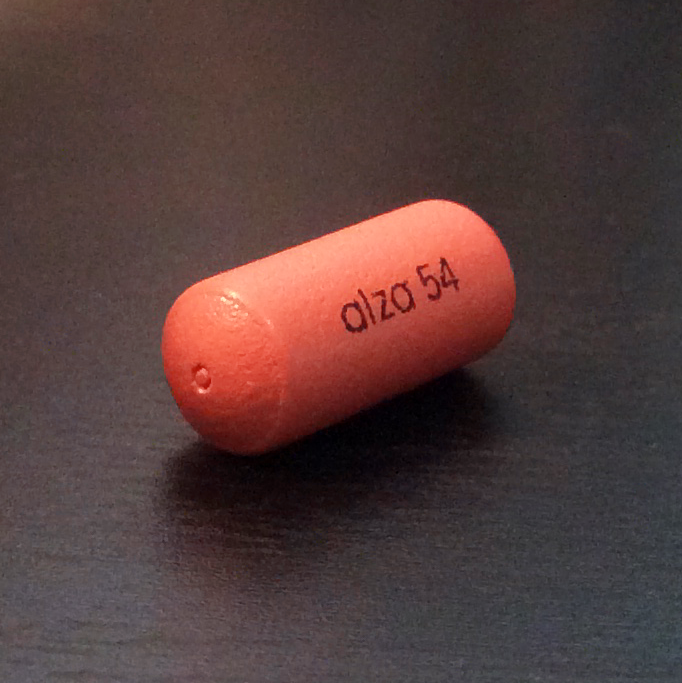

نظام الإعطاء الفموي مضبوط التحرر بالتناضح (أو آر أو إس) هو نظام إعطاء فموي مضبوط التحرر متطور، يكون على شكل مضغوطة صلبة ذات غشاء خارجي شبه نفوذ وواحد أو أكثر من الثقوب الصغيرة المحفورة بالليزر. عندما تمر المضغوطة عبر الجسم، يُمتص الماء عبر الغشاء شبه النفوذ بواسطة خاصية التناضح، ويُستخدم الضغط التناضحي الناتج لدفع الدواء الفعال عبر الفتحة (الفتحات) في القناة الهضمية. «أو آر أو إس» هو اسم علامة تجارية تملكه شركة آلزا، التي كانت رائدة في استخدام المضخات التناضحية لإعطاء الأدوية عن طريق الفم.

## المبدأ

### الإيجابيات والسلبيات
تتميز أنظمة التحرر التناضحي بعدد من المزايا الرئيسية مقارنة بآليات التحرر المضبوط الأخرى. تكون هذه الأنظمة أقل تأثرًا بعوامل مثل درجة الحموضة، وتناول الطعام، والحركة المعدية المعوية، واختلاف الأوساط المعوية. إن استخدام مضخة تناضحية لإعطاء الأدوية له مزايا أساسية إضافية في ما يخص التحكم بمعدلات إعطاء الدواء. يسمح هذا بإعطاء الدواء بشكل أدق على مدى فترة طويلة من الزمن، ما يؤدي إلى التنبؤ بالحرائك الدوائية بشكل أفضل. ومع ذلك، فإن أنظمة التحرر التناضحية معقدة نسبيًا، وليس من السهل تصنيعها، وقد تسبب تهيجًا أو حتى انسدادًا في القناة الهضمية بسبب التحرر المديد للأدوية المهيّجة من المضغوطات غير القابلة لتغيير شكلها.

## أنظمة التحرر التناضحي الفموية

### مفرد الطبقة
طُورت المضخة التناضحية الأولية (إي أو بّي) على يد شركة آلزا في عام 1974، وكانت أول مثال عملي لنظام تحرر الدواء المعتمد على المضخة التناضحية للاستخدام الفموي. طُرحت في السوق في أوائل الثمانينيات باسم أوزموسين (إندوميتاسين) وآكيوتريم (فينيل بروبانولامين)، ولكن المشاكل الخطيرة غير المتوقعة من تهيج الجهاز الهضمي وحالات انسداد الجهاز الهضمي أدت إلى سحب الأوزموسين.
طورت شركة ميرك آند كو في ما بعد مضخة التناضح مضبوطة المسامية (سي بّي أو بّي) بهدف معالجة بعض المشاكل التي أدت إلى سحب الأوزموسين من خلال نهج جديد للمرحلة النهائية من آلية التحرر. على عكس المضخة التناضحية الأولية، لم تحتوِ مضخة التناضح مضبوطة المسامية على ثقب مسبق الصنع في القشرة الخارجية ليتسرب منه الدواء. عوضًا عن ذلك، صُمم الغشاء شبه النفوذ الخاص بها لتشكيل العديد من المسامات الصغيرة عند ملامسة الماء ليتسرب من خلالها الدواء نتيجة الضغط التناضحي. تشكلت المسامات عن طريق استخدام مادة مضافة غير حساسة للباهاء قابلة للارتشاح أو الذوبان مثل السوربيتول.

### متعدد الطبقات
كانت المضخة التناضحية الأولية ومضخة التناضح مضبوطة المسامية كلتاهما تصميمين بسيطين نسبيًا، وكانتا محدودتين بسبب عدم قدرتهما على إيصال الأدوية ضعيفة الذوبان. أدى ذلك إلى تطوير «طبقة دفع» داخلية إضافية تتكون من مادة (بوليمر قابل للانتفاخ) تتوسع عند امتصاصها الماء، ثم تدفع طبقة الدواء (التي تحتوي على بوليمر لزج لتعليق الأدوية ضعيفة الذوبان) خارج فتحة الخروج وفق معدل محدد. تُضاف العوامل التناضحية مثل كلوريد الصوديوم، أو كلوريد البوتاسيوم، أو الزيليتول إلى كل من الدواء والطبقات الدافعة لزيادة الضغط التناضحي. سُمي التصميم الأولي الذي طوره باحثو شركة آلزا في عام 1982 المضخة التناضحية بالدفع والجذب (بّي بّي أو بّي)، وكان البروكارديا إكس إل (نيفيديبين) واحدًا من أول الأدوية التي استخدمت تصميم «بّي بّي أو بّي» هذا.
في أوائل تسعينيات القرن العشرين، بدأ برنامج بحثي تموله شركة آلزا بتطوير شكل جرعات جديد من الميثيل فينيدات لعلاج الأطفال المصابين باضطراب نقص الانتباه مع فرط النشاط (إيه دي إتش دي). تطلب عمر النصف القصير للميثيل فينيدات جرعاتٍ متعددة يوميًا لتحقيق تغطية طويلة الأمد، ما جعله مرشحًا مثاليًا لتقنية «أو آر أو إس». قُيمت العديد من بروفيلات الحركية الدوائية المرشحة واختُبرت في محاولة لتحديد الطريقة المثلى لإعطاء الدواء، وهو أمر مهم خصوصًا عند النظر إلى الفشل الغامض للتركيبة الحالية مديدة التحرر من الميثيل فينيدات (ريتالين إس آر) للعمل كما هو متوقع. فشل بروفيل التحرر ذي المستوى الصفري (المسطح) الذي قدمته المضخة التناضحية بالدفع والجذب بالشكل الأمثل في الحفاظ على فعاليته مع مرور الوقت، ما يشير إلى حدوث التحمل الحاد للميثيل فينيدات على مدار اليوم. وهذا ما يفسر سبب كون الريتالين مديد التحرر أقل شأنًا من الريتالين فوري التحرر الذي يُعطى مرتين يوميًا، ويقودنا إلى الفرضية القائلة إن النمط التصاعدي في إعطاء الأدوية كان ضروريًا للحفاظ على التأثير السريري.
كانت التجارب التي صُممت لاختبار هذه الفرضية ناجحة، وقد طورت شركة آلزا لاحقًا تصميمًا معدلًا للمضخة التناضحية بالدفع والجذب مستخدمةً غلافًا من الميتيل فيندات مُصممًا للإطلاق الفوري ولرفع المستويات في المصل سريعًا، تليها 10 ساعات من إيصال الدواء ذي المستوى الأول (التصاعدي) من تصميم «بّي بّي أو بّي» المعدل. سُمي هذا التصميم المضخة التناضحية بالدفع والبقاء (بعصا الدفع) (بّي إس أو بّي)، وهو يستخدم طبقتين منفصلتين من الأدوية بتراكيز مختلفة من الميثيل فينيدات بالإضافة إلى طبقة الدفع (المتينة جدًا الآن).